# Live at Reading
Live at Reading ist ein Livealbum der US-amerikanischen Rockband Nirvana. Es erschien am 30. Oktober 2009 über das Label DGC und wurde am 30. August 1992 bei einem Auftritt der Band auf dem Reading Festival in England aufgenommen. An der Produktion des Albums waren Nirvana selbst sowie die Produzenten Michael Meisel und John Silva beteiligt.

## Inhalt
Die auf dem Livealbum enthaltenen Lieder stammen größtenteils von den beiden vorher veröffentlichten Studioalben der Gruppe. So sind fast alle Songs aus dem Album Nevermind (elf Tracks) vertreten, während vom Debütalbum Bleach vier bzw. fünf Stücke aufgeführt worden. Außerdem stammen drei Titel aus dem damals noch nicht veröffentlichten dritten Studioalbum In Utero und die B-Seiten Aneurysm, Sliver, Been a Son sowie D-7 sind ebenfalls enthalten. Des Weiteren wurden mit Spank Thru ein Lied aus dem Sampler Sub Pop 200 und mit The Money Will Roll Right In eine Coverversion der Punkband Fang gespielt.

## Covergestaltung
| Professionelle Bewertungen | Professionelle Bewertungen |
| -------------------------- | -------------------------- |
| Kritiken                   |                            |
| Quelle                     | Bewertung                  |
| laut.de                    | [ 1 ]                      |
| allmusic                   | [ 2 ]                      |

Das Albumcover zeigt ein schwarz-weißes Foto der Gruppe bei ihrem Auftritt. Im Vordergrund springt Kurt Cobain mit seiner Gitarre in die Luft. Links im Hintergrund ist Krist Novoselić an seiner Bassgitarre zu sehen und rechts im Hintergrund sitzt Dave Grohl am Schlagzeug. Im oberen Teil des Bildes befindet sich der gelbe Schriftzug Nirvana und am unteren Rand der Titel Live at Reading in Weiß.

## Titelliste
| #      | Titel                        | Länge | Album                   |
| ------ | ---------------------------- | ----- | ----------------------- |
| 1      | Breed                        | 3:12  | Nevermind               |
| 2      | Drain You                    | 3:38  | Nevermind               |
| 3      | Aneurysm                     | 4:35  | Incesticide             |
| 4      | School                       | 2:43  | Bleach                  |
| 5      | Sliver                       | 2:06  | Incesticide             |
| 6      | In Bloom                     | 4:36  | Nevermind               |
| 7      | Come as You Are              | 3:36  | Nevermind               |
| 8      | Lithium                      | 4:21  | Nevermind               |
| 9      | About a Girl                 | 2:52  | Bleach                  |
| 10     | Tourette’s                   | 1:50  | In Utero                |
| 11     | Polly                        | 2:48  | Nevermind               |
| 12     | Lounge Act                   | 2:36  | Nevermind               |
| 13     | Smells Like Teen Spirit      | 4:45  | Nevermind               |
| 14     | On a Plain                   | 3:00  | Nevermind               |
| 15     | Negative Creep               | 2:52  | Bleach                  |
| 16     | Been a Son                   | 2:13  | Blew EP                 |
| 17     | All Apologies                | 3:09  | In Utero                |
| 18     | Blew                         | 3:19  | Bleach                  |
| 19     | Dumb                         | 2:32  | In Utero                |
| 20     | Stay Away                    | 3:32  | Nevermind               |
| 21     | Spank Thru                   | 3:06  | Sub Pop 200             |
| 22 (*) | Love Buzz                    | 4:56  | Bleach                  |
| 23     | The Money Will Roll Right In | 2:16  | Cover der Punkband Fang |
| 24     | D-7                          | 3:43  | Hormoaning              |
| 25     | Territorial Pissings         | 4:29  | Nevermind               |

(*) Der Titel Love Buzz ist nur auf der DVD-Version enthalten.

## Chartplatzierungen und Auszeichnungen
Live at Reading stieg am 13. November 2009 auf Platz 66 in die deutschen Albumcharts ein und verließ die Top 100 in der folgenden Woche.
Das Album wurde 2013 in Großbritannien für mehr als 60.000 verkaufte Exemplare mit einer Silbernen Schallplatte ausgezeichnet.

| Land/Region                  | Auszeichnungen für Musikverkäufe (Land/Region, Auszeichnung, Verkäufe) | Verkäufe |
| ---------------------------- | ---------------------------------------------------------------------- | -------- |
| Australien (ARIA)            | Gold                                                                   | 35.000   |
| Vereinigte Staaten (RIAA)    | —                                                                      | 148.000  |
| Vereinigtes Königreich (BPI) | Silber                                                                 | 60.000   |
| Insgesamt                    | 1× Silber · 1× Gold ·                                                  | 243.000  |

Hauptartikel: Nirvana (US-amerikanische Band)/Auszeichnungen für Musikverkäufe